# Sint-Annakerk (Baal)

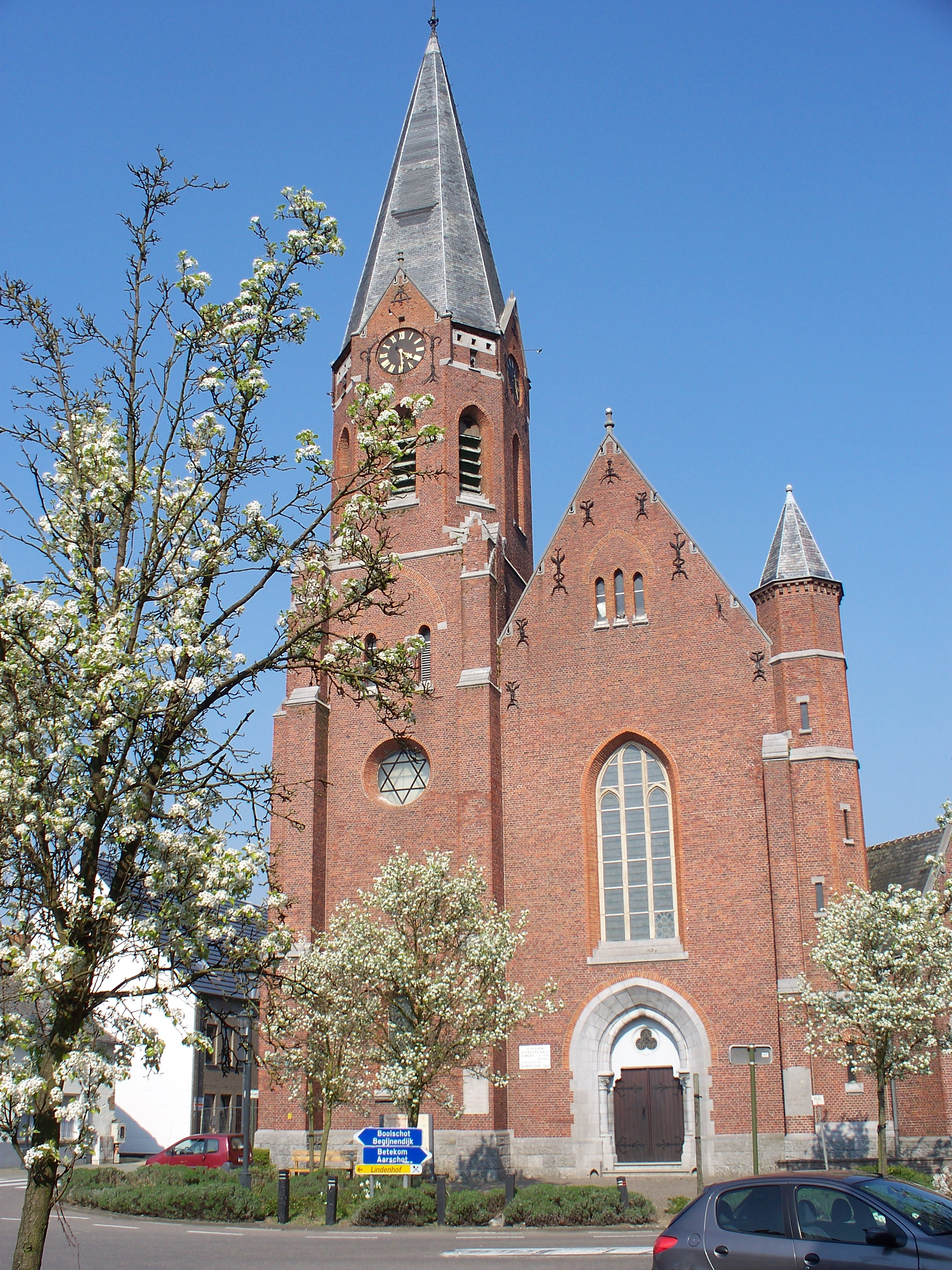
Sint-Annakerk

De Sint-Annakerk is de parochiekerk van de tot de Vlaams-Brabantse gemeente Tremelo behorende plaats Baal, gelegen aan de Moorsemsestraat.

## Geschiedenis
De bewoners van Baal behoorden aanvankelijk tot de Onze-Lieve-Vrouweparochie te Aarschot. In Baal stond vanaf 1534 een aan Sint-Anna gewijde kapel. Het patronaatsrecht behoorde aan de Sint-Gertrudisabdij te Leuven. De kapel kreeg geleidelijk meer zelfstandigheid en in 1801 werd Baal verheven tot hulpparochie van Haacht. Toen kwam er ook een eigen pastoor.
De huidige kerk werd in 1893-1894 gebouwd naar ontwerp van Alexander Van Arenbergh.

## Gebouw
Het betreft een driebeukig bakstenen kerkgebouw in neogotische stijl met links naast de voorgevel gebouwde toren. Van belang daarbij is de beiaard van 1895 die dertien klokken omvat en geschonken is door de in Baal geboren klokkengieter Edward Michiels.

## Interieur
Het interieur wordt overkluisd door een houten tongewelf. De kerk bezit vooral neogotisch kerkmeubilair. De preekstoel in barokstijl is van 1634 en is afkomstig uit Wezemaal.